# Sei Shōnagon
Sei Shōnagon (清少納言), född cirka 965, död cirka 1017, var en japansk författare och hovdam. Hon tjänstgjorde hos kejsarinnan Teishi omkring år 1000, under Heianperioden. Hon är känd som författare till Kuddboken (枕草子 Makura no sōshi).
Kuddboken och Sei Shōnagons liv har legat som grund till Sunao Katabuchis film Mai mai Shinko to sen-nen no mahō. Den har även inspirerat Mia Kankimäki till hennes debutbok.

## Eftermäle
Nedslagskratern Sei på planeten Merkurius är uppkallad efter henne.